# Bulbostylis micans
Bulbostylis micans là một loài thực vật có hoa trong họ Cói. Loài này được Lindm. mô tả khoa học đầu tiên năm 1901.